# Ringgenberg (Adelsgeschlecht)

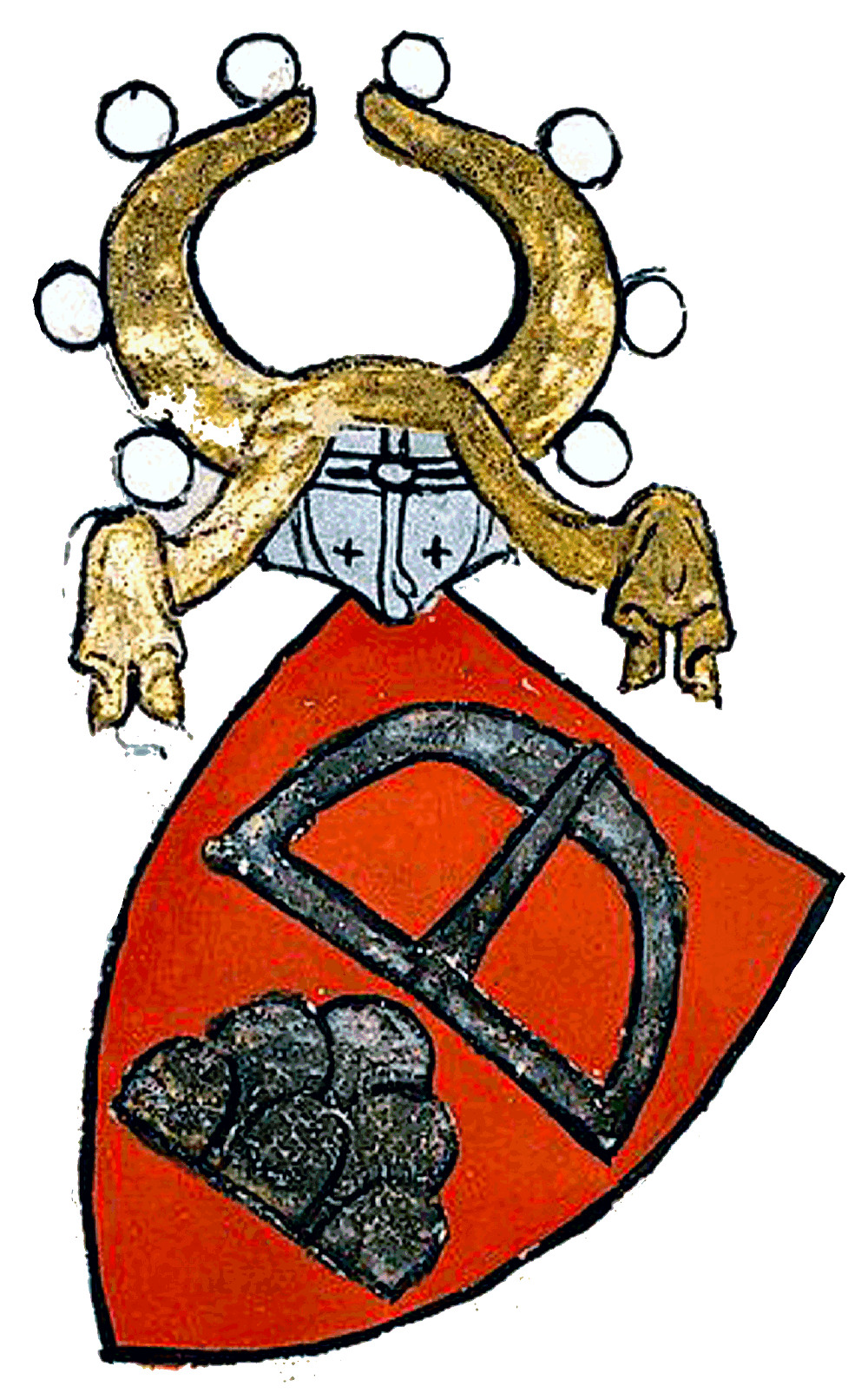
Wappen derer von Ringenberg im Codex Manesse

Von Ringgenberg war der Name eines alemannischen Adelsgeschlechts. Die Herren von Ringgenberg waren Reichsvögte. Namensgebender Stammsitz der Familie ist die Burg Ringgenberg in der Berner Gemeinde Ringgenberg  in der Schweiz.

## Geschichte
Die genau Herkunft der Familie ist nicht klar. Es wird davon ausgegangen, dass die Familie entweder aus dem Kanton Uri oder aus dem bernischen Seeland stammte. 
Um 1230 ernannte der deutschen Kaiser Friedrich II. (HRR), den Ritter Kuno von Brienz zum Reichsvogt des Brienzerseegebietes und diese nannten sich zuerst Vögte von Brienz. Dieser erbaute um 1240 die Burg Ringgenberg und nannten sich fortan von Ringgenberg. 
Die Familie erhielt den Besitz im Allod und dieser umfasste das ganze Rechte Ufer des Brienzersees, Güter in Unterwalden, Uri und in der Region um den Bielersee. 
In der Mitte des 13. Jahrhunderts geriet die Familie in eine Lehensabhängigkeit zu den Grafen von Kyburg. 
Im 14. Jahrhundert wurde die Familie in den Konflikt zwischen den Habsburgern und dem Stadtstaat Bern um die Kontrolle des Berner Oberlands gezogen. 1308 schlossen die von Ringgensberg ein Burgrechtsvertrag mit der Stadt Bern gegen Habsburg. 1315 während der Schlacht von Morgarten und dem folgenden Laupenkriegs verhielt man sich neutral. Nach der Niederlage der Habsburger versuchte die Familie durch Heirat mit den von Hunwil aus Unterwalden ihre Position gegenüber Bern zu stärken.
1351 kam die Familie soweit in finanzielle Schwierigkeiten und musste, unter Philipp von Ringgenberg Teile der Herrschaft, unter anderem die Burg, an das Kloster Interlaken verpfänden werden.
1386 erhielt Petermann das Burgerrecht der Stadt Bern.
Petermann versuchte durch Steuererhöhungen die Lage zu verbessern. Dies führte zu einem Aufstand, zur Zerstörung der Burg und zur Gefangennahme von Petermann durch die Bevölkerung (Ringgenberger Handel).
1390/91 starb Petermann und hinterliess keinen männlichen Erben. Die Töchter Beatrix und Ursula von Ringgenberg waren gezwungen 1411 und 1439 das Reichslehen an das Kloster Interlaken zu verkaufen.
Zu Anfang des 13. Jahrhunderts entsteht im Wallis ein weiterer Familienzweig unter dem Namen von Raron.

## Namensträger
- Johann von Ringgenberg († 1270),  Spruchdichter
- Philipp II. von Ringgenberg (1351–1374)
- Petermann von Ringgenberg († 1390/91)
- Beatrix und Ursula von Ringgenberg